# 佐藤昭 (アナウンサー)
佐藤 昭（さとう あきら、1930年〈昭和5年〉1月24日 - ）は、元日本テレビ放送網（NTV）アナウンサー、元福島中央テレビ（FCT）役員、元株式会社21インコーポレーション取締役社長。

## 略歴
日本テレビ開局一期生。1960年代から1980年代前半ごろにかけて日本テレビのアナウンサー→報道記者として活動し、『NNNニュース』、『NNNニュースフラッシュ』、『ジャストニュースNNN』などのニュース番組を中心に担当していた。キャスター降板後、報道部長、営業局次長、PR（広報）部長などを経て、系列局の福島中央テレビに出向移籍。報道制作局長や常務取締役を歴任後、日本ハーモニカ芸術協会の理事や株式会社21インコーポレーションの取締役社長を務める。
1. ↑  塩崎淳一郎「テレビ５０年 １９７９年・「ズームイン！！朝！」スタート」『読売新聞夕刊』2003年7月10日、12面。
2. ↑  福富達「国民の立場に立脚した公正なニュースを」『月刊民放』第8巻第1号、日本民間放送連盟、1978年、29頁。
3. ↑  石井清司「TV人事録 第一話 日本テレビ」『月刊官界』第7巻第6号、行研、1981年、159頁。

| スタブアイコン | サブスタブ | この項目は、まだ閲覧者の調べものの参照としては役立たない、アナウンサーに関連した書きかけの項目です。この項目を加筆・訂正などしてくださる協力者を求めています（PJ:アナウンサー）。 |